# Gloria Guerrero
Gloria Guerrero (26 de marzo de 1957) es una periodista argentina nacida en Buenos Aires especializada en temas de rock.
Es considerada una de las mayores autoridades en la materia y su trabajo es citado como bibliografía en la mayoría de las publicaciones y nuevos libros del medio. 
Ha recibido innumerables reconocimientos, invitaciones a conferencias y varios premios a su labor constante en el campo de la cultura joven y su contribución al desarrollo del rock cantado en castellano.

## Biografía
Con sólo 15 años, participó en la publicación de revistas alternativas. 
Luego de abandonar la carrera de Geología en la Universidad de Buenos Aires, decidió dedicarse al periodismo.

## Trayectoria

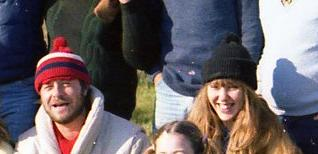
Gloria Guerrero en Bahía Blanca siguiendo la gira de León Gieco. En la revista Humor de agosto de 1981 Gloria Guerrero afirmó que, en 2 funciones, 1600 personas fueron a ver a León Gieco al Teatro Municipal de Bahía Blanca.

En 1976, se integró al personal del "Expreso Imaginario", legendario mensuario de rock, ecología y arte en el que se desempeñó como redactora, crítica de espectáculos y coordinadora general de la redacción.
Desde comienzos de 1976, colaboró en la revista "Rock Superstar", y al fin se convirtió en su redactora jefa.
Un año después fue redactora jefa de "Hurra", una revista dedicada al público adolescente. Al mismo tiempo, publicaba sus notas en "Humor Registrado", revista de humor político satírico, artes y espectáculos, donde en 1981 se inauguraron "Las Páginas de Gloria", su sección exclusiva que continuó hasta 1997.
En 1998, pasó a ser segunda en cargo y editora principal de la edición argentina de la revista “Rolling Stone”, donde trabajó como Secretaria de Redacción hasta 2003. Coordinó y editó la edición chilena de la revista. 
Desde 2005 y durante muchos años escribió cada mes para la revista “La Mano”, dirigida por Roberto Pettinato.
Artículos con su firma han aparecido en publicaciones locales, del interior del país y el extranjero, incluso en Suecia y los Estados Unidos. La lista es muy extensa y abarca revistas de rock (como “Rock & Pop” y “Mix”), mensuarios culturales (“El Péndulo”) y humorísticos (“Sexhumor”).

## Radio y TV
Ha trabajado en un sinnúmero de programas radiales de rock, música joven e interés general, como conductora, musicalizadora, guionista y productora. Ha aparecido en canales de televisión de aire y de cable de Buenos Aires y el resto de la Argentina.
En 2004, fue contratada por Mario Pergolini para su productora Cuatro Cabezas S. A. 
En 2005, participó como columnista de rock en el programa radial “Cuál es?”, conducido por Pergolini (FM Rock & Pop).
Actualmente escribe para el diario Página/12 y tiene un programa propio en la radio de la Universidad de Lanús titulado LALALA.

## Libros
- La Historia del Palo (Diario del Rock Argentino 1981-1994); (1994). Incluye las entrevistas, opiniones y críticas más importantes de más de una década de movimiento musical argentino.

- Indio Solari: El hombre ilustrado. Sudamericana, abril de 2005. Biografía del excantante de Patricio Rey y sus Redonditos de Ricota.

- Estadio Obras: El templo del Rock (Elogio de la Sed). Sudamericana, noviembre de 2010. El Estadio Obras se inauguró a fines de 1978 y durante 31 años fue el Templo. El rock caminó sus pasillos, y descansó y bebió en sus camarines. El Primer Obras de un artista significó, siempre, infinitamente más que un concierto. Gloria Guerrero reconstruye la vida de este Templo con mano de orfebre y corazón de protagonista, contándola desde adentro. Músicos, empleados, fanes, todos colaboran para crear un fresco increíble que retrata la historia del rock en la Argentina como nadie lo había logrado hasta ahora. Porque eso fue Obras: el lugar donde el rock se convertía en Historia.

## Premios y reconocimientos
Fue Jurado de la edición 2005 de los Premios Konex en Música Popular, organizada por Fundación Konex.
En 2022 fue homenajeada junto a otras 14 profesionales de los medios, por parte del colectivo Periodistas Argentinas, en tanto referente e inspiradora. Este reconocimiento le fue otorgado el 8 de marzo en el marco del Día Internacional de la Mujer.